# Adolfo López Mateos
Adolfo López Mateos (Atizapán de Zaragoza, 26 maggio 1909 – Città del Messico, 22 settembre 1969) è stato un politico messicano, presidente del Messico dal 1º dicembre 1958 al 1º dicembre 1964.

## Biografia

### Inizi della carriera politica
Nacque nel 1909 a una famiglia della classe media. Nel 1929 sostenne la candidatura di José Vasconcelos e nel 1946 il diplomatico Isidro Fabela lo nominò senatore dello stato del Messico. Nel 1952 Adolfo Ruiz Cortines lo nominò segretario del lavoro. Nel 1957 fu nominato candidato per la presidenza dal Partito Rivoluzionario Istituzionale.

### Presidenza
Nel 1958 vinse le elezioni e divenne presidente della Repubblica. Fu presidente tra il 1958 e il 1964. Un mese dopo, Fidel Castro prese il potere a Cuba. L'ex presidente Lázaro Cárdenas ebbe una controversia con il presidente López Mateos per aver partecipato il 26 luglio 1959 al primo anniversario della Rivoluzione cubana, ma ha cercato di andare nel 1961, durante Invasione della baia dei Porci.
Agli scioperi dei ferrovieri del gennaio del 1959, reagì con autoritarismo reprimendo i movimenti di protesta, adducendo motivi di ordine pubblico e pace sociale.
I sindacalisti Demetrio Vallejo e Valentín Campa furono imprigionati. Successivamente anche leader studenteschi, sindacali e degli insegnanti furono incarcerati per motivi politici. Nel suo gabinetto ha presentato Ernesto P. Uruchurtu, Gustavo Díaz Ordaz il "Chango", Antonio Ortiz Mena per il Ministero delle Finanze e Joaquín Hernández Galicia ¨La Quina¨, capo del sindicato petrolero.
Il muralista David Alfaro Siqueiros fu incarcerato per aver criticato il presidente Adolfo López Mateos e il leader dei contadini di Emiliano Zapata, Rubén Jaramillo fu ucciso dall'esercito nel 1962. Il nome del generale Gómez Huerta, capo dello stato maggiore del presidente, fu gestito dal Casó.

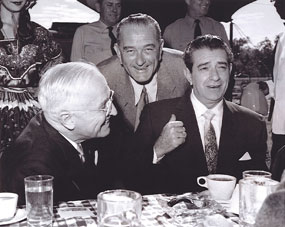
Adolfo López Mateos con Harry Truman e Johnson (1959).

Durante la sua presidenza, nazionalizzò l'industria elettrica e nel febbraio del 1959 fondò la Commissione nazionale dei libri di testo gratuiti.

### Politica internazionale

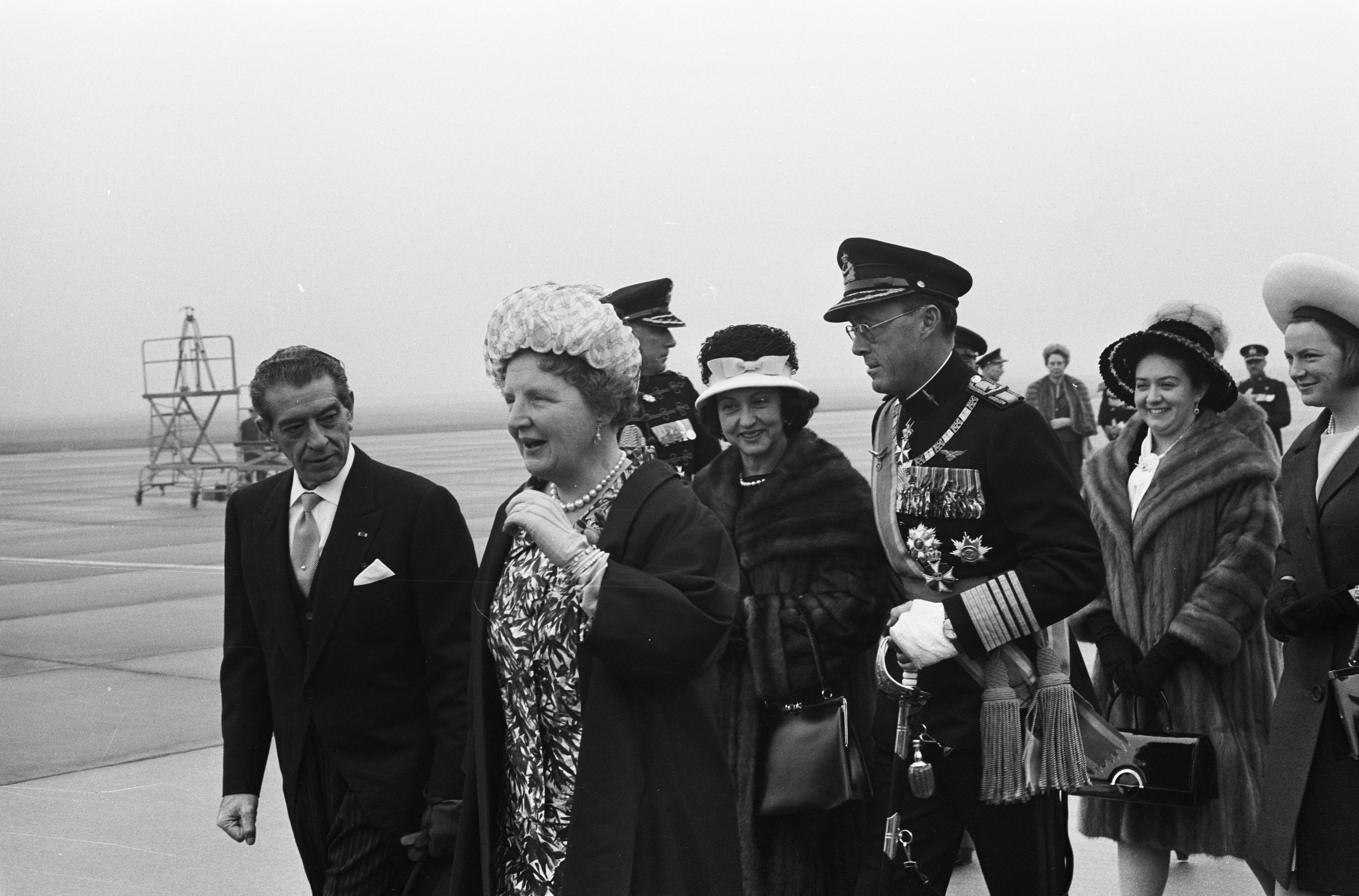
Adolfo López Mateos con la regina Giuliana dei Paesi Bassi nel 1963.

Compì numerosi viaggi in tutto il mondo: Stati Uniti d'America, Canada, Venezuela, Argentina, Brasile, Francia, Jugoslavia, India, Giappone, Indonesia e Filippine.
John Fitzgerald Kennedy presidente degli Stati Uniti e Charles de Gaulle presidente della repubblica francese visitarono il Messico rispettivamente nel 1962 e nel 1964.
Incontrò anche leader mondiali come: Dwight D. Eisenhower, John Fitzgerald Kennedy, Lyndon B. Johnson, Charles de Gaulle, Georges Pompidou, Rómulo Betancourt, Sukarno, Hirohito, Hayato Ikeda, Akihito, Diosdado Macapagal, Jawaharlal Nehru, Indira Gandhi, Jurij Gagarin e Josip Broz Tito.

### Post-presidenza
Nel 1964, consegnò il potere a Gustavo Díaz Ordaz. Nel 1967 a seguito di diversi aneurismi cerebrali cadde in coma da cui non si svegliò e dopo due anni in stato vegetativo morì nel 1969. Il presidente Gustavo Díaz Ordaz decretò i funerali di Stato, a cui assistettero Luis Echeverría (segretario degli Interni) e Alfonso Corona del Rosal.

## Vita privata
Adolfo ebbe una sorella, Esperanza López Mateos (1907-1951), che fu la traduttrice allo spagnolo e agente letteraria dello scrittore non identificato B. Traven. Secondo alcune ipotesi sarebbe lei a celarsi dietro lo pseudonimo del romanziere.
Fu cugino di primo grado del fotografo Gabriel Figueroa.